# Pole pole
Pole Pole è un film commedia del 1996 diretto da Massimo Martelli con Fabio Fazio, Geoffrey Oyer e Luciano Manzalini.

## Trama
La fondazione AMREF (African Medicine and Research Foundation) affida a Fabio, un presentatore televisivo molto conosciuto, il compito di render nota l'iniziativa di farsi promotrice di una campagna volta a raccogliere fondi che le consentano di condurre ricerche approfondite sulle malattie che maggiormente colpiscono le popolazioni africane, e proporne i rimedi.
Obiettivo particolare della campagna è la lotta contro l'AIDS, che proprio da queste popolazioni si è andata propagando dovunque, con conseguenze disastrose. Fabio, così, si accinge ad affrontare un viaggio disagiato e faticoso attraverso le zone dell'Africa fra le più sconosciute e meno raggiungibili dai mezzi di trasporto moderni. S'avventura in tale impresa con la compagnia di Geoffrey, un autista di colore che ha lavorato a Milano, ha qualche cognizione tecnica e, soprattutto, conosce l'italiano e gli potrà fare da interprete.
Con un vecchio camion scoperto e traballante i due riescono - fra innumerevoli difficoltà, percorsi polverosi appena segnati e imprevisti vari - a raggiungere Mombasa e Samburu, incontrando gruppi di africani, ridotti ad una sopravvivenza ai limiti dell'inimmaginabile: senz'acqua, senza cibo, senza riparo. Vengono filmati, al fine di far conoscere le condizioni di estrema indigenza al resto del mondo e vengono offerti agli indigeni i profilattici per tentare di frenare il diffondersi dell'AIDS.

## Critica
(Marco Lombardi, Film, novembre-dicembre 1996)

## Curiosità
- Il titolo in lingua swahili significa piano piano. Il film è stato realizzato con il contributo dell'Amref. Tra gli interpreti vi sono gli abitanti del villaggio di Simba[senza fonte].